# Alluaudia dumosa
Alluaudia dumosa ist eine Pflanzenart aus der Gattung Alluaudia in der Familie der Didiereaceae. Die Artbezeichnung 'dumosa' (von lat. 'dumosus') bedeutet 'buschig, als Busch wachsend'. 

## Beschreibung
Alluaudia dumosa wächst anfänglich als aufrechter Strauch. Später werden die Triebe niederliegend und zuletzt wachsen die Pflanzen baumförmig. Dabei erreichen sie Wuchshöhen von 2 bis 6 Metern. Die dicken und fleischigen Triebe sind mit winzigen, zerstreut vorkommenden und schwachen, schwarzen Dornen besetzt. Diese werden bis zu 2 mm groß. Die zarten fleischigen Blätter sind fast stielrund und fallen bald ab. Sie werden 5 bis 10 mm lang und 2 bis 3 mm im Durchmesser.  
Die weißlichen Blüten erscheinen in kleinen, cymösen Blütenständen und werden bis 5 cm groß. Die Früchte sind länglich geformt. 
Die Chromosomenzahl beträgt 2n = etwa 192 oder etwa 144.

## Verbreitung, Gefährdung und Systematik
Alluaudia dumosa ist im Südosten von Madagaskar, in der Gegend zwischen Ambovombe und Ampanihy verbreitet. Die Art steht auf der Roten Liste der IUCN und gilt als nicht gefährdet (Least Concern).
Die Erstbeschreibung von Alluaudia dumosa erfolgte als Didierea dumosa 1901 durch Emmanuel Drake del Castillo. Im Jahr 1903 stellte der gleiche Autor die Art in die von ihm neu aufgestellte Gattung Alluaudia.
Durch ihre kahlen Triebe ist die Stellung der Art innerhalb der Gattung einzigartig.